# Adidas International 2003 - Doppio femminile
Il doppio femminile  del torneo di tennis Adidas International 2003, facente parte del WTA Tour 2003, ha avuto come vincitrici Kim Clijsters e Ai Sugiyama che hanno battuto in finale Conchita Martínez e Rennae Stubbs con il punteggio di 6–3, 6–3.

## Teste di serie
1. Elena Dement'eva /  Janette Husárová (semifinali)
2. Conchita Martínez /  Rennae Stubbs (finale)

1. Kim Clijsters /  Ai Sugiyama (campionesse)
2. Anna Kurnikova /  Chanda Rubin (quarti di finale)

## Tabellone

### Legenda
| - Q = Qualificato - WC = Wild card - LL = Lucky loser | - ALT = Alternate - SE = Special Exempt - PR = Protected Ranking | - w/o = Walkover - r = Ritirato - d = Squalificato |